# 堪察加碱茅
堪察加碱茅（学名：Puccinellia kamtschatica）为禾本科碱茅属下的一个种。